# Аура человека
А́ура челове́ка (греч. αυρα «веяние») в ряде различных эзотерических верований и восточных религий — проявление души и духа человека. Аура не является реально существующим объектом, и соответственно не является предметом изучения никаких научных дисциплин, однако нередки случаи использования этого понятия в рамках разных псевдонаучных направлений, например в концепциях биополей, лозоходстве, или нетрадиционной медицине.
В религиозных и эзотерических преданиях и легендах аура — это сияние вокруг головы и всего тела человека. Может рассматриваться как признак особой, мистической силы.
В мистической литературе описывается как видимый лишь при сверхчувственном восприятии сияющий овальный облик, окружающий всё тело человека, в изобразительном искусстве — нимб, ореол.
В эзотерике, парапсихологии и нью-эйдж — область, которая окружает тело человека, как ореол, и состоит из нескольких взаимосвязанных слоёв, обычно представляемых в разном цвете.
В некоторых случаях феномены восприятия, вызванные патологиями, сопровождающимися синестетическими состояниями субъектов интерпретируются ими как «видение ауры человека»).
В произведениях западного (католического) и восточного (православного) христианского искусства нимб не имеет отношения к ауре: на Западе нимб символизирует даваемую святому свыше награду за праведность; на Востоке нимб — круг сияния, знак просветления лика святого. Существует представление православного христианства, согласно которому нимб на иконах является изображением Фаворского света, исходящего от святого.

## Структура ауры человека в восточных философиях
Наиболее детально строение ауры представлено в восточных философиях индуизма. В разных школах отмечают от пяти до семи «оболочек» или «тел». Наиболее часто выделяют следующие: эфирное, астральное (мир эмоций), ментальное (мир мыслей), каузальное (причинное, или кармическое), буддхическое (душа) и атмическое (высшее, или истинное «Я») тела. По мнению религиозных восточных философий, нарушения целостности или формы «оболочек» приводит к возникновению болезней, а методами их устранения являются дыхательные упражнения, медитация и другие методы йоги.

## Современные исследования
Современное развитие парапсихологии, альтернативной, или энергетической медицины приводит к разработке псевдонаучных моделей функционирования систем человека и якобы экспериментальному установлению функциональных связей между т. н. слоями ауры, чакрами и работой отдельных органов эндокринной системы или общим состоянием пациента.
Делаются попытки построить технические средства для обнаружения и регистрации ауры на основе эффекта Кирлиан, воздействия на психику с помощью генераторов электромагнитного излучения. Сегодня в России и за рубежом сконструирован ряд компьютерных диагностических комплексов, якобы основанных на фото и видео съёмке ауры человека. Подобные попытки характеризуются как псевдонаучные.

## Критика
О научных доказательствах существования аур нет информации. Есть много источников, где представлены цветные фотографии с разноцветными ореолами вокруг людей. Однако отличить профессиональный монтаж от сделанной в реальности фотографии невозможно. (См. также Эффект Барнума)